# Gert Palmcrantz
Stig Fredrik Gert Ericsson Palmcrantz, född 1 februari 1938 i Skedevi församling, Östergötlands län, är en svensk ljudtekniker och musikproducent. 

## Biografi
Palmcrantz inledde sin karriär i slutet av 1950-talet på Europafilms grammofonstudio. År 1976 spelade han in albumet Jazz at the Pawnshop som är Sveriges mest sålda jazzskiva någonsin och fortfarande används som ljudreferens världen över. Sedan 1994 arbetar Palmcrantz med Didrik De Geers handbyggda mikrofoner som ytterligare förbättrat ljudåtergivningen. Gert Palmcrantz har gjort inspelningar i såväl Eremitaget i Sankt Petersburg som Carnegie Hall i New York. År 1987 tilldelades han tillsammans med Povel Ramel Expressens kulturpris Spelmannen.